# 367P/Catalina
367P/Catalina è una cometa periodica. Scoperta nel corso del programma di ricerca Catalina Sky Survey fu ritenuta un asteroide, in seguito si scoprì che in effetti era una cometa. La cometa fa parte della famiglia delle comete gioviane.